# British National Party
Die British National Party (BNP, deutsch Britische Nationalpartei) ist eine rechtsextreme Partei im Vereinigten Königreich. Einige Beobachter stufen sie auch als – zumindest teilweise – neofaschistisch ein. Seit dem 15. Februar 2010 ist die Parteimitgliedschaft aufgrund eines Gerichtsurteils offiziell nicht mehr nur Weißen vorbehalten.
Die Partei wurde 1982 gegründet. Größter Erfolg der Partei war der Einzug in das Europäische Parlament 2009. Seitdem verlor die Partei jedoch stark an Bedeutung.

## Geschichte

### Gründung und erste Zeit
Die BNP spaltete sich in den achtziger Jahren von der National Front ab. Schwerpunkt ihres Parteiprogramms war die Forderung nach Rückführung aller nicht-weißen Einwanderer in ihre Heimatländer. Der Gründer und langjährige Vorsitzende der Partei war John Tyndall (1927–2005), der 1976 zugleich den Vorsitz der National Front innehatte. Er wurde mehrmals wegen Aufstachelung zum Rassenhass und unerlaubten Waffenbesitzes verurteilt. Er vertrat die These einer „jüdischen Weltverschwörung“, stellte Kontakte zu zahlreichen rechtsextremistischen Gruppierungen und Parteien außerhalb des Vereinigten Königreiches auf und versuchte, eine Basis für Kooperation herzustellen.
Am 17. September 1993 wurde, im Rahmen einer Nachwahl des Wahlkreises Millwall, in Tower Hamlets zum ersten Mal ein BNP‐Politiker in einen Gemeinderat gewählt. Dies führte zu massivem Widerstand militanter antifaschistischer Gruppen. Die von ehemaligen Trotzkisten dominierte „Anti-Fascist Action“ (AFA) agierte auch unter Einsatz von Gewalt gegen die BNP-Anhänger. Bei verschiedenen Veranstaltungen beider Seiten kam es zu regelrechten Straßenschlachten.
Es gibt auch Beweise für Kontakte zwischen Parteimitgliedern der BNP und der Gruppierung Combat 18, von der sich die Partei aber distanzierte.

### Aufstieg ab 2000

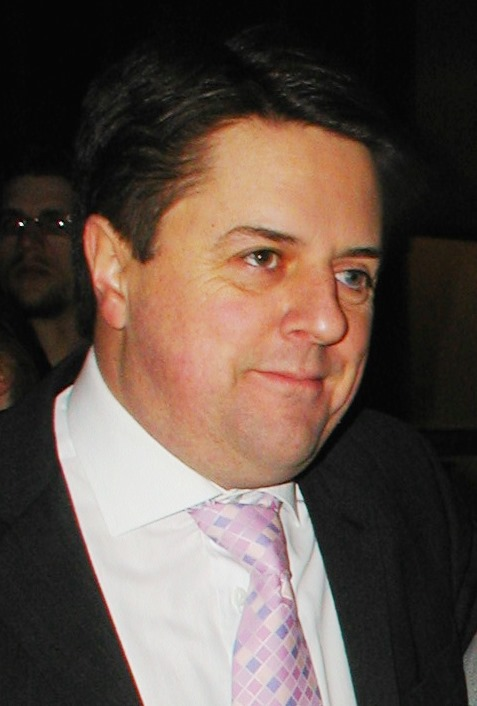
Nick Griffin

1999 wurde der Holocaustleugner Nick Griffin Parteivorsitzender, indem er durch eine Urabstimmung den bisherigen Parteivorsitzenden John Tyndall ablöste. Von nun an versuchte er, der Partei ein neues moderateres Image zu geben, indem er jeglichen Bezug zum historischen Nationalsozialismus vermied und jegliche Nazisymbolik aus den öffentlichen Auftritten verbannte (welche zur Zeit seines Vorgängers noch üblich war). Vorbild dieser Politik waren unter anderem der französische Front National und die österreichische FPÖ. Seither wird versucht, offenen Rassismus und Antisemitismus zu vermeiden.
Im Dezember 2001 erreichte die BNP bei Kommunalwahlen in Burnley drei Sitze. Im November 2002 sorgten Aussagen und Sprüche Mark Colletts, des Vorsitzenden der Jugendorganisation „Young BNP“, für Aufsehen. Bei einer Fernsehveranstaltung tätigte er radikale Äußerungen, die ihm in Folge seinen Posten innerhalb der Partei kosteten. Er wurde daraufhin durch den 20-jährigen Tony Wentworth, einen Studenten der Salford University, ersetzt.
2003 erreichte die BNP bei Wahlen Gemeinderatssitze im Black Country, in Hertfordshire sowie Essex im Südosten Englands. Bei den Europawahlen setzte die BNP vor allem auf Anti-EU-Werbekampagnen und trat gegen die rechtspopulistische UK Independence Party (UKIP) an, die ebenfalls einen Austritt des Vereinigten Königreiches aus der EU anstrebt. Die BNP erreichte 4,9 % der Stimmen, erhielt jedoch keinen Sitz.
Bei den Kommunalwahlen 2006 in England konnte die BNP ihre Sitze auf nun 33 deutlich steigern. Im Londoner Stadtteil Barking and Dagenham wurde sie sogar zur zweitstärksten Partei, wo sie sich von vorher zwei Stadträten auf nun zwölf steigern konnte. Zu berücksichtigen ist hierbei, dass in England, ähnlich wie bei den Unterhauswahlen, ein Sitz nur durch eine Direktwahl im jeweiligen Wahlkreis errungen werden kann. Bei den Kommunalwahlen verlor sie allerdings sämtliche Mandate in diesem Bezirk wieder.
Im November 2008 wurden die persönlichen Daten von 12.801 Mitgliedern und Sympathisanten der Partei auf WikiLeaks im Internet veröffentlicht.
Bei den Europawahlen im Juni 2009 gelang der BNP wider Erwarten zum ersten Mal der Einzug in das Europäische Parlament, wo sie mit zwei Abgeordneten vertreten war. Aufgrund ihres Wahlerfolges wurde Parteichef Griffin am 22. Oktober 2009 erstmals in die angesehene Politiksendung Question Time eingeladen. Diese Entscheidung der BBC war sehr umstritten.

### Niedergang und Abspaltungen ab 2010

BNP Britische Unterhauswahl 2010

Nach den Wahlerfolgen der Jahre 2006 bis 2009 sank die Popularität der BNP durch rassistische und fremdenfeindliche Aussagen, die der Selbstdarstellung als einer gemäßigten rechten Partei widersprachen und die Strategie, Wählerschichten in der Mitte der Gesellschaft anzusprechen, scheitern ließen. Nachdem ein Gericht die BNP gezwungen hatte, nicht-weiße Mitglieder zu akzeptieren, antwortete Griffin auf die Frage, warum die BNP die Rassendiskriminierung in der Partei nicht schon viel früher aufgegeben habe: „Wenn man es mit einer Gruppe von weiblichen Vergewaltigungsopfern zu tun hätte, würde man sie kaum fragen, warum sie keine Männer aufnehmen oder ob sie Männer hassen. Das Gleiche gilt für unsere Partei. Sie ist eine Zufluchtsstätte für Menschen, die vom multirassischen Experiment traumatisiert sind.“ 2010 wurde berichtet, dass Kandidaten der BNP für politische Posten darin geschult werden, Fragen nach Stellungnahmen zum Thema Holocaust in öffentlichen Interviews zu umgehen.
In der Folge entstanden innerparteilich Streitigkeiten über Führung und Ausrichtung der Partei. Andrew Brons, einer der beiden Europaabgeordneten, verließ die Partei Ende 2012 und gründete Anfang 2013 die radikalere British Democratic Party. Bei der Europawahl 2014 erreichte die BNP nur noch 1,1 % der Stimmen und keine Mandate im Straßburger Parlament, womit sie praktisch in der Bedeutungslosigkeit versank, während die UKIP mit den Themen Einwanderung, innere Sicherheit und Ablehnung der EU zur stimmenstärksten Partei wurde. Bei den zeitgleich stattfindenden Kommunalwahlen verlor die Partei alle lokalen Mandate bis auf zwei. Im Juni 2014 verlor Nick Griffin die Wiederwahl zum Parteichef und wurde im Oktober aus der Partei ausgeschlossen. Neuer Parteichef wurde Adam Walker.
Die Partei verlor stark an Mitgliedern. Waren 2013 noch 4220 Mitglieder, waren es 2015 nur noch 500. Bei den britischen Unterhauswahlen 2015 trat die BNP nur noch in acht Wahlkreisen an. Anfang 2016 nahm die britische Wahlkommission die BNP aus ihrem Register, nachdem diese ihre jährlich notwendige Registrierung einschließlich einer Zahlung von 25 £ versäumt hatte. Kurz darauf legte die Partei die notwendigen Unterlagen vor und wurde erneut in das Register aufgenommen.

## Positionen
Die Partei versteht sich als Anwalt der Interessen der einheimischen britischen Bevölkerung, die von den anderen Parteien nicht mehr berücksichtigt würden. Hauptsächlich werden Kritik am Multikulturalismus, die angeblich drohende „Islamisierung“ Großbritanniens und die angebliche Einschränkung der Meinungsfreiheit durch die Political Correctness thematisiert. Die Partei vertritt Positionen, die sich als ethnopluralistisch beschreiben lassen: Das Recht von Einwanderern nicht-europäischer Herkunft, in Großbritannien zu leben, wird akzeptiert, wenn sie „pro-britisch“ und „assimiliert“ sind, diese werden als britische Staatsbürger („British in a civic sense“), nicht als „einheimisch britisch“ („indigeniously British“) anerkannt. Prinzipiell hält die Partei also an einem völkischen Nationalismus fest. Die Zahl der nicht-weißen Einwohner soll drastisch gesenkt werden, wofür die Partei „klare, aber freiwillige Anreize für Einwanderer und deren Nachkommen, nach Hause zu gehen“, einrichten möchte. Weitere Einwanderung soll unverzüglich gestoppt werden. Die Partei spricht sich außerdem offen gegen „Mischehen“ aus. Einige Mitglieder, die nicht-europäischer Herkunft waren, verließen die Partei wieder. Die Partei spricht sich für „traditionelle Familienwerte“ aus, lehnt Abtreibung und öffentliche Darstellung von Homosexualität wie auch jede Form von homosexuellen Partnerschaften ab. Im Gegensatz zu früheren Aussagen bezieht sich die Partei heute positiv auf die Leistungen britischer Soldaten im Zweiten Weltkrieg und verwendete etwa Ausschnitte aus Reden von Winston Churchill, was von dessen Enkel Nicholas Soames heftig kritisiert wurde. Die Mitgliedschaft in der EU wird abgelehnt. Die BNP versteht sich heute als pro-israelisch, was sie vor allem mit den Gefahren des Islamismus begründet, in der Vergangenheit wurden von Mitgliedern allerdings auch antiisraelische und antisemitische Aussagen getätigt.

## International
Auf europäischer Ebene ist die BNP Mitglied der Allianz der europäischen nationalen Bewegungen, einer Vereinigung nationalistischer rechtsextremer Parteien. Die beiden BNP-Abgeordneten im Europaparlament waren fraktionslos.

## Gliederungen
Jugendorganisation der BNP ist die Young BNP.

## Vorstand
- Vorsitzender: Adam Walker

## Wahlergebnisse
| Jahr | Wahl                                        | Stimmen | Stimmenanteil | Sitze |
| ---- | ------------------------------------------- | ------- | ------------- | ----- |
| 1983 | Unterhauswahl 1983                          | 14.621  | 0,0 %         | 0/650 |
| 1987 | Unterhauswahl 1987                          | 563     | 0,0 %         | 0/650 |
| 1992 | Unterhauswahl 1992                          | 7.631   | 0,1 %         | 0/651 |
| 1997 | Unterhauswahl 1997                          | 35.832  | 0,1 %         | 0/659 |
| 1999 | Europawahl 1999                             | 102.647 | 1,0 %         | 0/87  |
| 2000 | Wahl zur London-Versammlung 2000            | 47.670  | 2,9 %         | 0/25  |
| 2001 | Unterhauswahl 2001                          | 47.129  | 0,2 %         | 0/659 |
| 2003 | Parlamentswahl in Schottland 2003           | 2,344   | 0,1 %         | 0/129 |
| 2003 | Wahl zur Nationalversammlung für Wales 2003 | 3.210   | 0,4 %         | 0/60  |
| 2004 | Wahl zur London-Versammlung 2004            | 90.365  | 4,8 %         | 0/25  |
| 2004 | Europawahl 2004                             | 808.201 | 4,8 %         | 0/78  |
| 2005 | Unterhauswahl 2005                          | 192,746 | 0,7 %         | 0/646 |
| 2007 | Parlamentswahl in Schottland 2007           | 24.598  | 1,2 %         | 0/129 |
| 2007 | Wahl zur Nationalversammlung für Wales 2007 | 42.197  | 4,3 %         | 0/60  |
| 2008 | Wahl zur London-Versammlung 2008            | 130.714 | 5,4 %         | 1/25  |
| 2009 | Europawahl 2009                             | 943.598 | 6,0 %         | 2/72  |
| 2010 | Unterhauswahl 2010                          | 563,743 | 1,9 %         | 0/650 |
| 2011 | Parlamentswahl in Schottland 2011           | 15.580  | 0,8 %         | 0/129 |
| 2011 | Wahl zur Nationalversammlung für Wales 2011 | 22.610  | 2,4 %         | 0/60  |
| 2011 | Wahl zur Nordirland-Versammlung 2011        | 1.252   | 0,2 %         | 0/108 |
| 2012 | Wahl zur London-Versammlung 2012            | 47.024  | 2,1 %         | 0/25  |
| 2014 | Europawahl 2014                             | 179.694 | 1,1 %         | 0/72  |
| 2015 | Unterhauswahl 2015                          | 1.667   | 0,0 %         | 0/650 |
| 2016 | Wahl zur London-Versammlung 2016            | 15.833  | 0,6 %         | 0/25  |
| 2017 | Unterhauswahl 2017                          | 4.642   | 0,0 %         | 0/650 |
| 2019 | Unterhauswahl 2019                          | 510     | 0,0 %         | 0/650 |